# Ubiratã Espírito Santo
Ubiratã Espírito Santo (Macapá, 4 februari 1953 - aldaar, 14 september 2020), beter bekend onder zijn spelersnaam Bira was een Braziliaans voetballer.

## Biografie
Bira begon zijn carrière bij Ypiranga uit zijn thuisstad Macapá. Daar werd hij ontdekt door Remo uit Belém en ging daar spelen. Met deze club werd hij drie keer op rij staatskampioen. Later maakte hij nog de overstap naar topclub Internacional. 